# 470
470 (CDLXX) var ett normalår som började en torsdag i den julianska kalendern.

## Händelser

### Okänt datum
- Den visigotiske kungen Eurik slår tillbaka ett keltiskt försök av generalen Riothamus att invadera Gallien.

## Födda
- Buddhapalita, indisk lärd.
- Dionysius Exiguus, munk och mannen bakom vår nuvarande tideräkning.
- Johannes I, påve 523–526 (född omkring detta år).
- Johannes II, född Mercurius, påve 533–535.

## Avlidna
- Basina av Thüringen, drottning av Thüringen och drottning av Franken.